# Saanich
El saanich (escrito en saanich como SENĆOŦEN,  pronunciado [sənˈt͡ʃaθən]) es la lengua común de los saanich, que forman parte de las llamadas Naciones Originarias de Canadá. Es un miembro del continuo dialectal Estrechos del Norte (una de las lenguas salishanas costeras) que está estrechamente relacionado con el idioma klallam.

## Esfuerzos de revitalización
La Junta Escolar Saanich trabaja, junto con el proyecto FirstVoices para revitalizar las lenguas aborígenes, para enseñar a las nuevas generaciones a hablar SENĆOŦEN en la escuela tribal ȽÁU, WELṈEW̱.

### SENĆOŦEN digital
En 2012 se lanzó una aplicación de mensajes de texto saanich. En octubre de 2011 se lanzó una aplicación para iPhone. En el portal comunitario First Voices SENĆOŦEN están disponibles un diccionario, un libro de frases y un portal de aprendizaje del idioma.

## Fonología

### Vocales
El saanich no tiene vocales redondeadas en el vocabulario nativo. Como en muchos idiomas, las vocales se ven fuertemente afectadas por las consonantes posvelares.
|       | Frontales | Centrales | Traseras |
| ----- | --------- | --------- | -------- |
| Alto  | i         |           | ( u)     |
| Medio | e         | ə         |          |
| Bajo  |           |           | ɑ        |

### Consonantes
La siguiente tabla incluye todos los sonidos que se encuentran en los dialectos de los Estrechos del Norte. Ningún dialecto incluye todos los de la tabla a la vez. Las oclusivas no se aspiran, pero tampoco son sonoras. Las eyectivas tienen una glotalización débil.
|             |             | Bilabial | Dental | Alveolar | Alveolar   | Post-alveolar | Palatal | Prevelar | Prevelar   | Post-velar | Post-velar | Glotal |
| central     | lateral     | Bilabial | Dental | llana    | redondeada | Post-alveolar | Palatal | llana    | redondeada |            |            | Glotal |
| ----------- | ----------- | -------- | ------ | -------- | ---------- | ------------- | ------- | -------- | ---------- | ---------- | ---------- | ------ |
| Oclusiva    | llana       | p        |        | t        |            |               |         | (k̟)      | k̟ʷ         | k̠          | k̠ʷ         | ʔ      |
| Oclusiva    | glotalizado | pʼ       |        | tʼ       |            |               |         |          | k̟ʷʼ        | k̠ʼ         | k̠ʷʼ        |        |
| Africada    | llana       |          |        | ts       |            | tʃ            |         |          |            |            |            |        |
| Africada    | glotalizado |          | t̪s̪ʼ    | tsʼ      | tɬʼ        | tʃʼ           |         |          |            |            |            |        |
| Fricativa   | Fricativa   |          | s̪      | s        | ɬ          | ʃ             |         |          | x̟ʷ         | x̠          | x̠ʷ         | h      |
| Nasal       | llana       | m        |        | n        |            |               |         |          |            | ŋ̠          |            |        |
| Nasal       | glotalizado | (mˀ)     |        | (nˀ)     |            |               |         |          |            | (ŋ̠ˀ)       |            |        |
| Aproximante | llana       |          |        |          | l          |               | j       |          | w          |            |            |        |
| Aproximante | glotalizado |          |        |          | (lˀ)       |               | (jˀ)    |          | (wˀ)       |            |            |        |

La oclusiva prevelar no redondeada /k̟/ se encuentra solo en préstamos, como en CEPU ( /k̟əˈpu/).
Las dentales se escriben a menudo ⟨θ⟩, ⟨tθʼ⟩, pero esto es inexacto, ya que son laminales sibilantes, [s̻, ts̻] y sólo rara vez son interdentales. Las alveolares /s, ts, tsʼ/, por otro lado, son apicales, al igual que todas las alveolares, incluidas las laterales. Las post-velares se escriben a menudo ⟨q⟩, ⟨χ⟩,etc., pero no son uvulares en realidad.
Entre los especialistas, no existe acuerdo respecto a si las sonoras /mˀ nˀ ŋ̠ˀ lˀ jˀ wˀ/ son fonémicas. Algunos lingüistas las analizan como fonemas unitarios, otros como secuencias de una sonora simple y una oclusión glótica /ʔ/. No aparecen en posición inicial de palabra. Tienden a [ʔC] después de una vocal acentuada, [Cʔ] antes de una vocal acentuada y una laringalización en otras posiciones.

### Acento tónico
El acento en saanich es fonémico. Cada palabra completa tiene una sílaba acentuada, ya sea en la raíz o en un sufijo, cuya posición está determinada léxicamente. Un "acento secundario" se describe a veces, pero esto es simplemente una forma de distinguir las schwas léxicas (con "acento secundario", como todas las demás vocales en una palabra) de los schwas epentéticos ("sin acento").

## Sistema de escritura
La ortografía saanich fue creada por Dave Elliott en 1978. Al utiliza solo letras mayúsculas resulta un alfabeto unicameral, pero con una excepción: la letra s, que marca el sufijo posesivo de tercera persona.
| A         | Á          | Ⱥ     | B    | C     | Ć    | Ȼ         | D         | E     | H         |
| --------- | ---------- | ----- | ---- | ----- | ---- | --------- | --------- | ----- | --------- |
| /e/       | /e/        | /ej/  | /pʼ/ | /k̟/   | /t͡ʃ/ | /k̟ʷ/      | /tʼ/      | /ə/   | /h/       |
| I         | Í          | J     | K    | ₭     | Ḵ    | Ḱ         | L         | Ƚ     | M         |
| /i/       | /əj/, /ɑj/ | /t͡ʃʼ/ | /k̠ʼ/ | /k̠ʷʼ/ | /k̠/  | /k̠ʷ/      | /l/, /lʼ/ | /ɬ/   | /m/, /mʼ/ |
| N         | Ṉ          | O     | P    | Q     | S    | Ś         | T         | Ⱦ     | Ṯ         |
| /n/, /nʼ/ | /ŋ/, /ŋʼ/  | /ɑ/   | /p/  | /kʷʼ/ | /s/  | /ʃ/       | /t/       | /t͡s̪ʼ/ | /tɬʼ/     |
| Ŧ         | U          | W     | W̲    | X     | X̲    | Y         | Z         | s     |           |
| /s̪/       | /əw/, /u/  | /w/   | /xʷ/ | /x̠/   | /x̠ʷ/ | /j/, /jʼ/ | /d͡z/      | /-s/  |           |

La oclusión glotal /ʔ/ no siempre se indica, pero puede escribirse con una coma (,).
No se distinguen resonantes simples y glotalizadas.
La vocal /e/ generalmente se escribe Á, a menos que aparezca junto a una consonante postvelar (/k̠ k̠ʷ k̠ʼ k̠ʷʼ x̠ x̠ʷ ŋ̠ ŋ̠ʷ/), entonces se escribe A.

### Texto de ejemplo
Artículo 1 de la Declaración Universal de Derechos Humanos:
| EWENE SÁN E TŦE U¸ MEQ EȽTÁLṈEW̱ Ȼ SNI¸S SQÍEŦ E TŦE XĆṈINS. U¸ XENENEȻEL TŦE U¸ MEQ EȽTÁLṈEW̱ E Ȼ SI¸ÁM¸TEṈS. ĆŚḰÁLEȻEN TŦE U¸ MEQ SÁN. Í¸ Ȼ S¸Á¸ITEṈS TŦE U¸ MEQ SÁN X̱EN¸IṈ E TŦE SĆÁ¸ĆE¸S. |

## Gramática

### Metátesis
En el saanich, la metátesis se usa como un recurso gramatical para indicar el aspecto "actual". El aspecto actual se traduce con mayor frecuencia al inglés como  un gerundio progresivo (be …-ing). El aspecto actual se deriva de la forma verbal "no actual" mediante un proceso de metátesis CV → VC (es decir, la consonante metatiza con la vocal).
| ŦX̲ÉT 'empujar' (no actual)    | → | ŦÉX̲T 'empujar' (actual)    |
| ṮPÉX̲ 'dispersión' (no actual) | → | ṮÉPX̲ 'dispersión' (actual) |
| ȾȽÉQ 'pellizcar' (no actual)  | → | ȾÉȽQ 'pellizcar' (actual)  |